# Kirove, Nikopol
Kirove (în ucraineană Кірове) este localitatea de reședință a comunei Kirove din raionul Nikopol, regiunea Dnipropetrovsk, Ucraina.

## Demografie
Componența lingvistică a localității Kirove
     Ucraineană (94,59%)
     Rusă (4,95%)
     Alte limbi (0,36%)
Conform recensământului din 2001, majoritatea populației localității Kirove era vorbitoare de ucraineană (94,59%), existând în minoritate și vorbitori de rusă (4,95%).